# Constance Markievicz
Constance Georgine, comtessa de Markievicz ([marˈkʲɛvit͡ʂ]), (Londres, 4 de febrer de 1868 - Dublín, 15 de juliol de 1927) fou una política irlandesa, revolucionària nacionalista, sufragista i socialista, membre del Sinn Féin i del Fianna Fáil.
Nascuda Constance Georgine Gore-Booth, es va casar amb un comte polonès. Va lluitar en l'Alçament de Pasqua de 1916, a Dublín, motiu pel qual fou condemnada a mort i empresonada per commutació de la pena.
Fou la primera dona a ser elegida diputada al Parlament britànic el 1918, però va renunciar a l'escó per ser coherent amb la posició abstencionista del seu partit. En canvi, junt amb els altres electes del Sinn Féin, va constituir el primer Parlament provisional d'Irlanda. També fou la primera dona a formar part d'un govern a Europa, ja que fou ministra de Treball de la nova República d'Irlanda entre 1919 i 1922.